# Brian Tobin
Brian Tobin (Perth, Australia; 5 de diciembre de 1930 – 22 de abril de 2024) fue un tenista y ejecutivo australiano, presidente de la Federación Internacional de Tenis y miembro del Salón de la Fama del Tenis Internacional.

## Carrera
Tobin debutó en un torneo de Grand Slam en el Campeonato de Australia 1949. En los años 1950 y años 1960 participó en varias ocasiones en singles y en dobles. Fuera de Australia Tobin participó en el Torneo de Roland Garros 1964 donde llegó a la primera ronda en dobles.
Aparte de su carrera como tenista, Tobin fue el capitán del equipo de Australia en la Copa Federación 1964.
Luego de retirarse como tenista pasó a ser ejecutivo como miembro del Tennis Australia en 1965. Luego pasó a ser presidente de la federación en 1977 y permaneció en el cargo hasta 1989. Después pasó a ser presidente de la Federación Internacional de Tenis de 1991 a 1999.

## Distinciones y reconocimientos
Tobin fue elegido miembro de la Orden de Australia (AM) en 1986 "por su servicio al tenis, particularlmente en el campo de la administración"; también le fue otorgada la Orden Olímpica en 1999. Tobin fue el primer inducido al Salón de la Fama del Deporte Australiano en 1991. Posteriormente Tobin sería nombrado miembro del Salón de la Fama del Tenis Internacional en 2003 y del Salón de la Fama del Tenis Australiano en 2004.